# Диссертация
Диссерта́ция (от лат. dissertatio — исследование, сочинение, доклад) — работа (и текст с описанием основных результатов этой работы), успешное выполнение которой является одним из требований для получения учёной степени или квалификации. Содержит обобщение результатов исследований соискателя, проводившихся им за время от нескольких месяцев до нескольких десятилетий. В значительной мере базируется на материале, опубликованном автором в научной печати. Оформляется по определённым правилам в виде переплетённого распечатанного текста (т. н. рукописи) или книги объёмом в несколько сотен страниц, в зависимости от отрасли науки и уровня. Подлежит защите на заседании экзаменационной комиссии или диссертационного совета. В современной России защищаются магистерские, кандидатские и докторские диссертации.

## Понятие «диссертация»
Система, предусматривающая обязательное создание письменного сочинения на научную или литературную тему и его публичную защиту для получения учёной степени, стала складываться в средние века в университетах немецкоязычных стран. В XVI—XVIII веках эта система распространилась и на другие государства, включая Российскую империю.

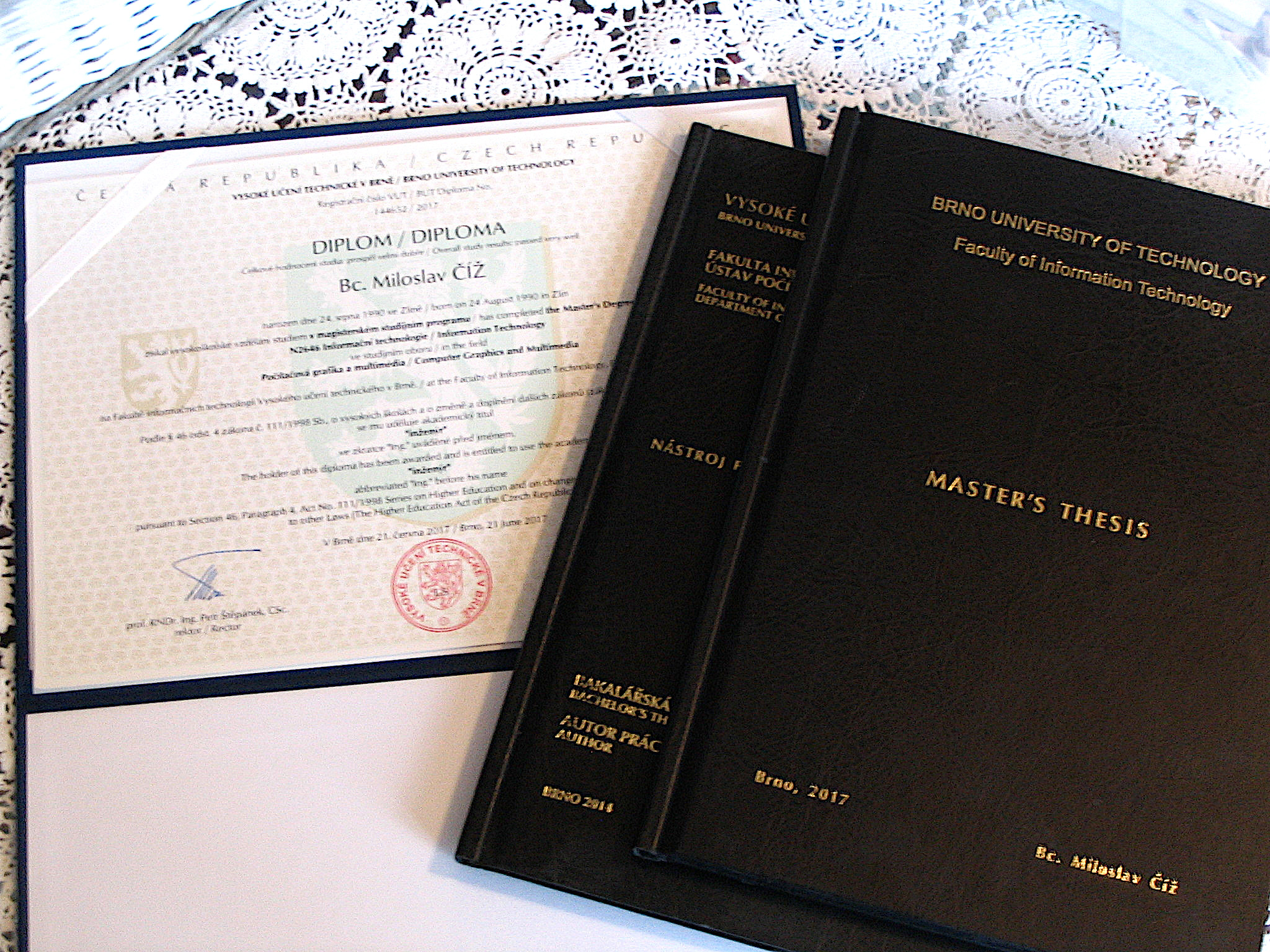
Магистерская диссертация, защищённая в Брненском техническом университете, Чехия.

В настоящее время понятие «диссертация» существует во всех странах мира. Различие может заключаться в иерархии присуждаемых степеней (так, степень доктора наук существует в России, а в США её нет), конкретных требованиях и терминологии.
Категории «степень» и «квалификация» во многом синонимичны, но существуют языковые традиции. В России принято говорить «степень кандидата наук», «степень доктора наук», но «квалификация магистра». Работа на соискание всех трёх названных статусов именуется «диссертацией», однако во времена СССР защищаемую при выпуске из вуза работу называли дипломной работой, а термин «магистерская диссертация» появился в постсоветские годы. Вне России, особенно с учётом нюансов перевода, «диссертацией» иногда могут называться не только аналоги российских диссертаций, но и работы претендентов на уровень бакалавра или лиценциата. Английские слова «dissertation» и «thesis» стали фактически взаимозаменяемыми.
Прилагаются усилия для международной унификации системы степеней и требований к их соискателям.

## Типовая структура диссертации
Обычно диссертация состоит из введения, обзора литературы по теме, нескольких оригинальных содержательных глав, заключения, списка авторских публикаций по предмету работы и списка цитируемой литературы. Могут включаться приложения (скажем, обширные таблицы, распечатки созданных компьютерных программ). Количество материала в указанных разделах увеличивается в зависимости от уровня: так, если по магистерской диссертации у автора может не быть своих публикаций или быть одна-две, то претенденты на степень доктора наук приводят ссылки на десятки собственных статей и на монографии.
Традиции полиграфического исполнения диктуются правилами в стране предполагаемой защиты диссертации. Скажем, в России с 2010-х годов оформление конкретных элементов работы (оглавления, библиографии, индекса) должно соответствовать ГОСТ Р 7.0.11-2011 «Диссертация и автореферат диссертации. Структура и правила оформления». В рекомендациях по оформлению результатов исследований также ссылаются на ГОСТ 2.105-95 «Единая система конструкторской документации. Общие требования к оформлению документов».
Для составления списка использованных источников необходим ГОСТ 7.1-2003 «Библиографическая запись. Библиографическое описание. Общие требования и правила составления». Рекомендуется также использовать при оформлении списков источников и подстрочных библиографических ссылок ГОСТ 7.0.5-2008 «Система стандартов по информации, библиотечному и издательскому делу. Библиографическая ссылка. Общие требования и правила составления» и ГОСТ 7.82-2001 «Библиографическая запись. Библиографическое описание электронных ресурсов. Общие требования и правила составления».
На практике оформление диссертации при готовом материале занимает от нескольких недель для соискателей квалификации магистра до полугода для подготовки хабилитационной (на степень доктора наук) работы.

## Защита диссертации

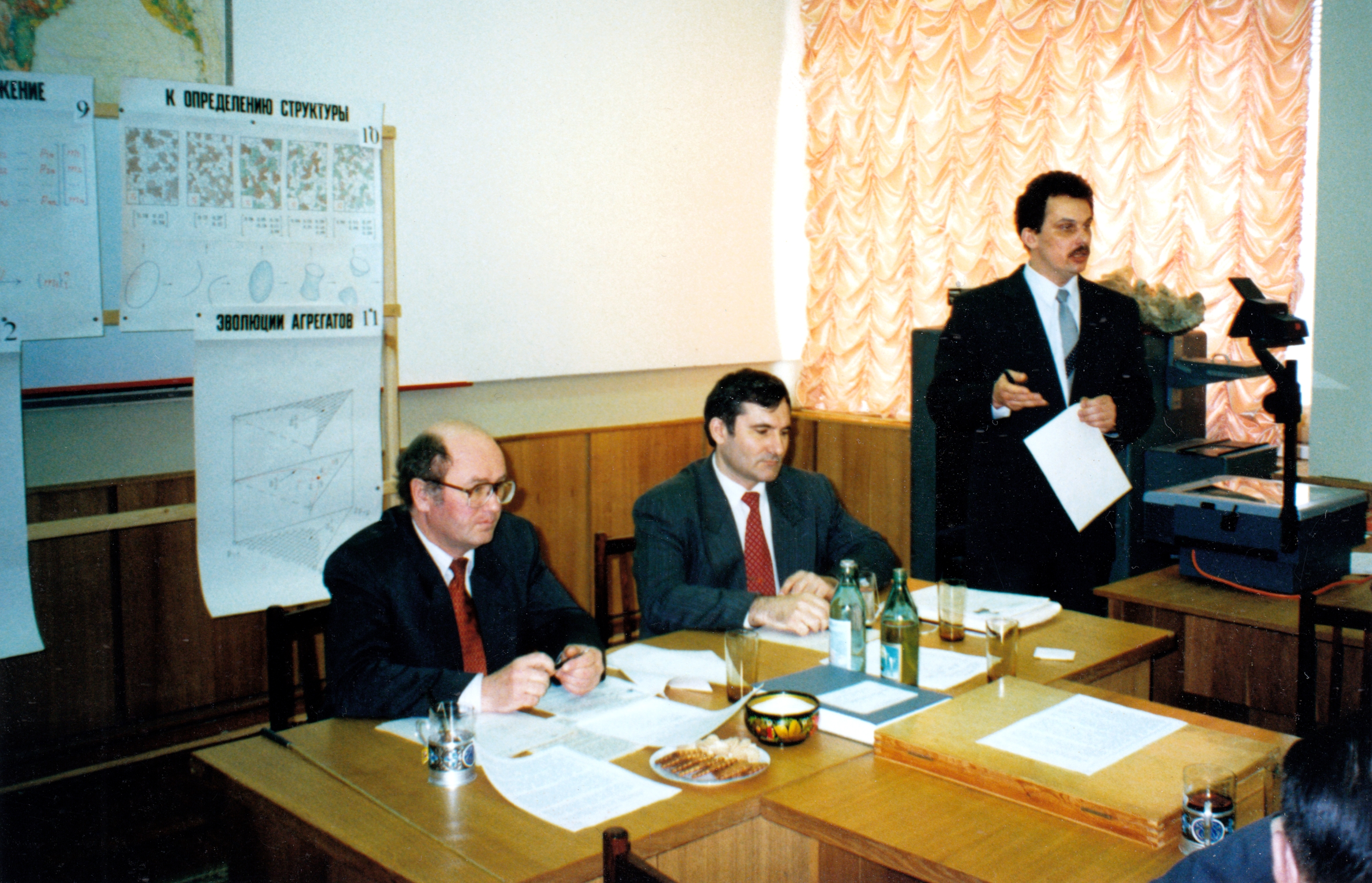
Защита докторской диссертации в России. Стоит выступающий автор, сидят руководители диссертационного совета, в центре стола в зелёном переплёте лежит сама диссертация.

Диссертация защищается путём её публичного представления автором в форме научного доклада, за которым следует дискуссия. Просто предъявить изданную диссертацию недостаточно. Профессиональный и должностной уровень оценивающих определяется уровнем, на который претендует автор. Присутствовать в зале и задавать вопросы вправе все желающие.
В России защита диссертаций регулируется Постановлением Правительства Российской Федерации от 24 сентября 2013 года № 842 «О порядке присуждения учёных степеней».
Защита диссертации на соискание учёной степени доктора наук, кандидата наук, PhD, хабилитированного доктора происходит в диссертационном совете, состоящем из ведущих специалистов организации. В российских реалиях диссоветы формируются из докторов наук.
Существует процедура допуска соискателя к защите, предполагающая заблаговременную подачу диссертации в совет, её рецензирование, получение отзывов, размещение на сайте учреждения, где предстоит защита. В России и ряде постсоветских стран для кандидатских и докторских работ необходимо также издание и распространение брошюры объёмом не более 20—40 страниц с кратким изложением содержания диссертации — так называемого автореферата.
Магистерские (а вне России — также бакалаврские и другие подобных ступеней) защиты проводятся на заседаниях университетских экзаменационных комиссий, члены которых часто имеют учёные степени. В России магистерская диссертация является видом выпускной квалификационной работы и защищается перед Государственной экзаменационной комиссией, в её составе обязательно присутствуют профессора.
Результатом защиты является положительное или отрицательное решение о присвоении искомой степени или квалификации. Может выставляться оценка (например, в России ставится оценка от 2 (неудовлетворительно) до 5 (отлично) за магистерскую диссертацию, а кандидатские и докторские работы оцениваются только «да—нет»).

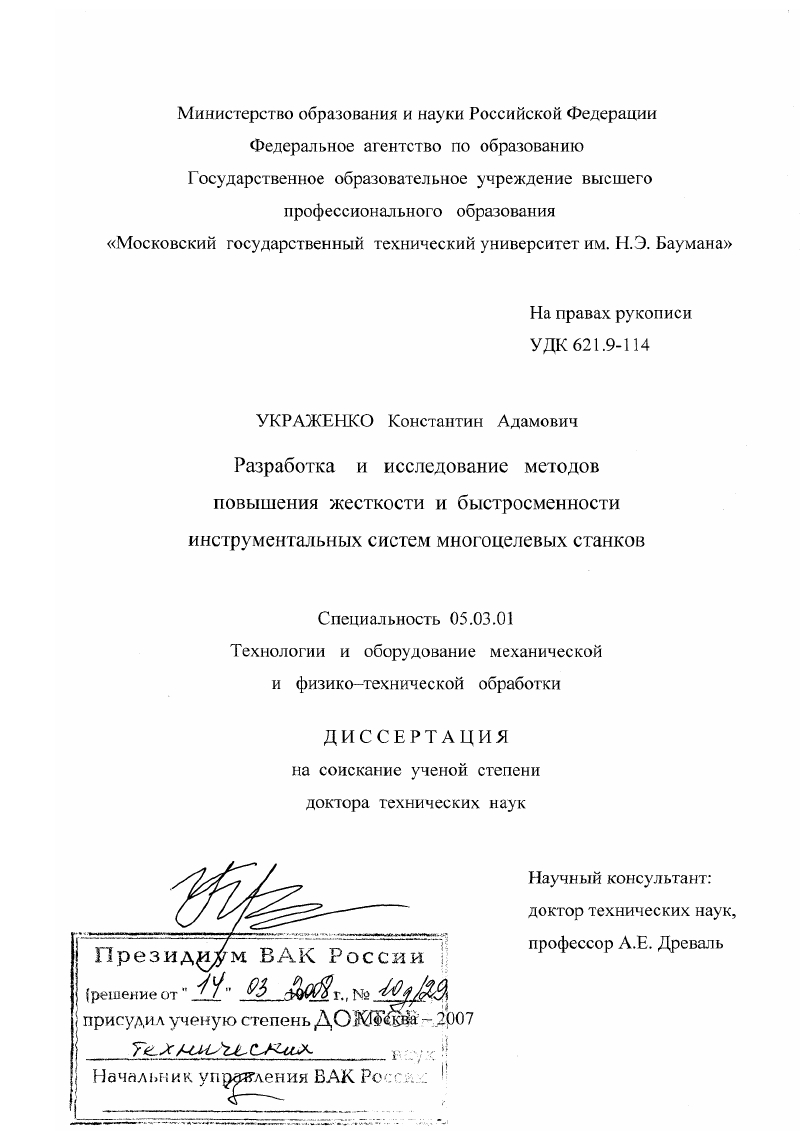
Титульный лист диссертации, защищённой в МВТУ, Москва, со штампом ВАК об утверждении.

В России (в отличие от большинства стран) одобрение советом кандидатской или докторской диссертации не означает немедленного присуждения автору искомой степени. Сведения о прошедшей защите направляются в Высшую аттестационную комиссию (ВАК), которая инспектирует работу и формальные данные по защите. То есть решение утверждается через несколько месяцев после выступления. Существует ряд организаций, освобождённых от требования взаимодействия с ВАК ввиду особо надёжной репутации их советов, но и в этом случае немедленного присвоения не происходит, просто инспекция проводится внутри самого учреждения. Квалификация «магистр» в России присуждается соискателю сразу после выступления.
Почти всегда (если автор честно работал, его многие знают, нет плагиата, нет конфликта интересов) защита проходит успешно. Однако для кандидатских и докторских диссертаций число лиц, дошедших до самой защиты, во много раз меньше, чем тех, кто изначально декларировал намерение получить степень. Диссертант может переоценить силы, могут измениться жизненные приоритеты, исследования могут не дать результатов и так далее.

## Оформление в виде научного доклада
С момента введения учёных степеней в СССР (1934 год) у специалистов, уровень результатов которых намного превышал квалификационные нормативы, появилась возможность защиты своей работы в форме развёрнутого научного доклада, без написания текста диссертации. Первые такие работы были представлены в конце 1930-х — начале 1940-х годов. В 1950-е годы подобные защиты носили единичный характер, в 1960—1970-е они стали исчисляться десятками ежегодно, в 1980—2020-е — сотнями.
В настоящее время возможность защиты диссертации в виде научного доклада, подготовленного на основе ранее опубликованных работ, установлена Постановлениями Правительства РФ от 20 марта 2021 № 426 в отношении докторских диссертаций и от 26 октября 2023 № 1786 в отношении кандидатских. Для получения права на защиту соискатель должен превзойти требования к числу публикаций: если для допуска к обычной защите требуется иметь 10—15 статей для докторской или 2—3 для кандидатской, то при оформлении в виде доклада, соответственно, не менее 50 или 10.

## Проблемы и критика в России
Широкое обсуждение содержательной стороны диссертационных работ логично замыкается на проблеме оригинальности научной работы. Минимальным требованием здесь является отсутствие плагиата. Несмотря на то, что многочисленные этапы подготовки и защиты диссертации призваны не допускать прохождения работ с неправомерными заимствованиями, в России данная проблема стоит крайне остро. Имеют место случаи предъявления списанных диссертаций, а также случаи использования чужого материала без соответствующего цитирования.
С данной проблемой призваны бороться в первую очередь органы власти, научные и образовательные структуры (Минобрнауки России, ВАК, диссоветы), но также и общественные объединения (Диссернет). Ввиду назревших проблем все чаще звучат призывы к значительным реформам в данной области.

## В популярной культуре
- Защита диссертации (пьеса)
- Добряки (фильм)
- Дипломная работа (фильм)
- «Сто грамм» для храбрости… (фильм)
- Пена (фильм)